# Dmitri Molosh
Dmitri Molosh (ou Дзмітры Молаш en biélorusse) est un footballeur biélorusse né le 10 décembre 1981 à Minsk (Biélorussie). Il évolue au poste de défenseur.

## Biographie
Dmitri Molosh commence sa carrière professionnelle en 1999, au FK Maladetchna, à l'époque en Visshaya Liga.
Ses tirs puissants et lointains lui ont donné une solide réputation[réf. nécessaire], et des clubs plus prestigieux comme le BATE Borisov ou le Dynamo Minsk l'ont recruté.
Le 1er janvier 2015, il quitte le Dynamo Minsk.

## Équipe nationale
Dmitri Molosh commence sa carrière internationale le 14 février 2004 lors d'un match amical face à l'Estonie qui s'est soldé sur une défaite 2 à 1 des Biélorusses.
12 sélections et 0 but avec la Biélorussie depuis 2004.

## Statistiques détaillées

### En club
| Saison    | Club                  | Pays        | Championnat   | Championnat | Championnat |
| Saison    | Club                  | Pays        | Division      | Matchs      | Buts        |
| --------- | --------------------- | ----------- | ------------- | ----------- | ----------- |
| 2001      | BATE Borissov         | Biélorussie | Vysshaya Liga | 15          | 1           |
| 2002      | BATE Borissov         | Biélorussie | Vysshaya Liga | 18          | 0           |
| 2003      | BATE Borissov         | Biélorussie | Vysshaya Liga | 20          | 0           |
| 2004      | BATE Borissov         | Biélorussie | Vysshaya Liga | 19          | 1           |
| 2005      | BATE Borissov         | Biélorussie | Vysshaya Liga | 23          | 0           |
| 2006      | BATE Borissov         | Biélorussie | Vysshaya Liga | 23          | 7           |
| 2007      | Nosta Novotroitsk     | Russie      | Pervaïa Liga  | 31          | 2           |
| 2008      | Nosta Novotroitsk     | Russie      | Pervaïa Liga  | 21          | 1           |
| 2009      | Sibir Novossibirsk    | Russie      | Pervaïa Liga  | 28          | 7           |
| 2010      | Sibir Novossibirsk    | Russie      | Premier-Liga  | 22          | 4           |
| 2011-2012 | Krylia Sovetov Samara | Russie      | Premier-Liga  | 15          | 0           |
| 2012-     | FK Dynamo Minsk       | Biélorussie | Vysshaya Liga | 10          | 0           |

## Palmarès
- Avec le BATE Borissov :
  - Champion de Biélorussie en 2002 et 2006.
  - Vainqueur de la Coupe de Biélorussie en 2006.

## Parcours d'entraîneur
- fév. 2017-déc. 2017 :  FK Smaliavitchy
- juin 2020-juin 2021 :  FK Liepāja
- depuis déc. 2021 :  Torpedo Jodzina